# Kościół św. Rocha we Wrocławiu
Kościół św. Rocha we Wrocławiu (z niem. St. Rochus Kirche) – świątynia katolicka, która znajdowała się na cmentarzu przy skrzyżowaniu ulic Bolkowskiej i Jaworskiej we Wrocławiu. Należała do parafii św. Mikołaja we Wrocławiu. Zniszczona podczas II wojny światowej.

## Historia
Drewnianą świątynię zbudowano w 1934 według projektu Alfreda Trumpke. Pierwszym proboszczem był kapelan Paul Geisner. Do końca 1944 odbywały się tam w niedziele nabożeństwa dla Polaków, początkowo po polsku potem w języku niemieckim – tłumaczone na polski.
Kościół spłonął podczas oblężenia Wrocławia w 1945 roku.